# 罗基尼 (阿登省)
罗基尼（法語：Rocquigny，法語發音：[ʁɔkiɲi]）是法国大東部大區阿登省的一个市镇，属于勒泰勒区。

## 地理
罗基尼（49°41'25"N, 4°14'51"E）面积36.85 平方千米，位于法国大東部大區阿登省，该省份为法国北部内陆省份，西接埃纳省，南至马恩省，东临默兹省，北与比利时接壤。
与罗基尼接壤的市镇（或旧市镇、城区）包括：格朗略、拉伊蒙、雷西尼、塞尔河畔鲁夫鲁瓦、肖蒙波尔西安、勒弗雷蒂、拉罗马涅、吕比尼、圣让欧布瓦、沃莱吕比尼。

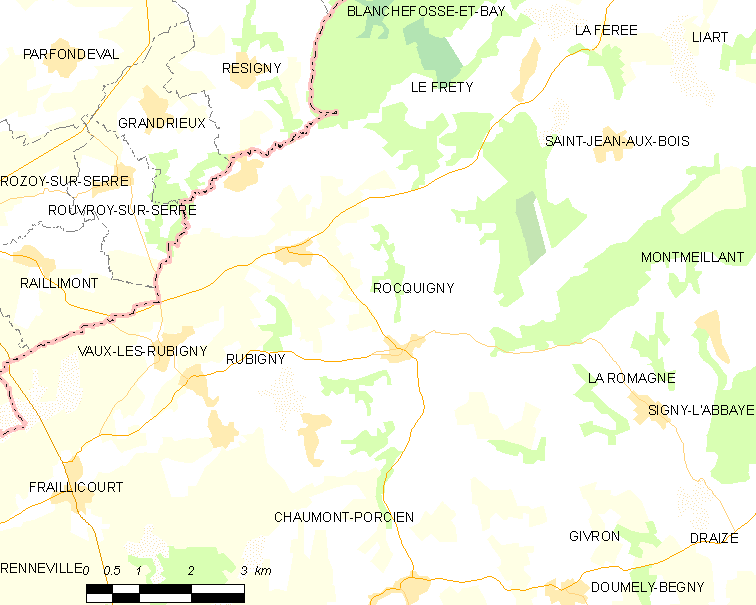
的OSM定位图

罗基尼的时区为UTC+01:00、UTC+02:00（夏令时）。

## 行政
罗基尼的邮政编码为08220，INSEE市镇编码为08366。

## 政治
罗基尼所属的省级选区为锡尼拉拜县。

## 人口

1962-2008年间人口变化图示

罗基尼于2022年1月1日时的人口数量为652人。